# Julio Busquets
Pour les articles homonymes, voir Busquets.
Julio Busquets Bragulat (en castillan) ou Juli Busquets i Bragulat (en catalan) né le 16 mai 1932 à Barcelone et mort le 21 juin 2001, est un militaire, homme politique et professeur d'université espagnol.
Il est l'un des membres fondateurs de l'Unión Militar Democrática.

## Œuvres
- El militar de carrera en España (1967). Thèse doctorale
- Introducción a la sociología de las nacionalidades (1971).
- Pronunciamientos y golpes de Estado en España (1982).
- Militares y demócratas. Memorias de un fundador de la UMD y diputado socialista (1999)
- Ruido de sables: las conspiraciones militares en la España del siglo XX (2003), avec Juan Carlos Losada Malvarez.